# Hermann von Mertens

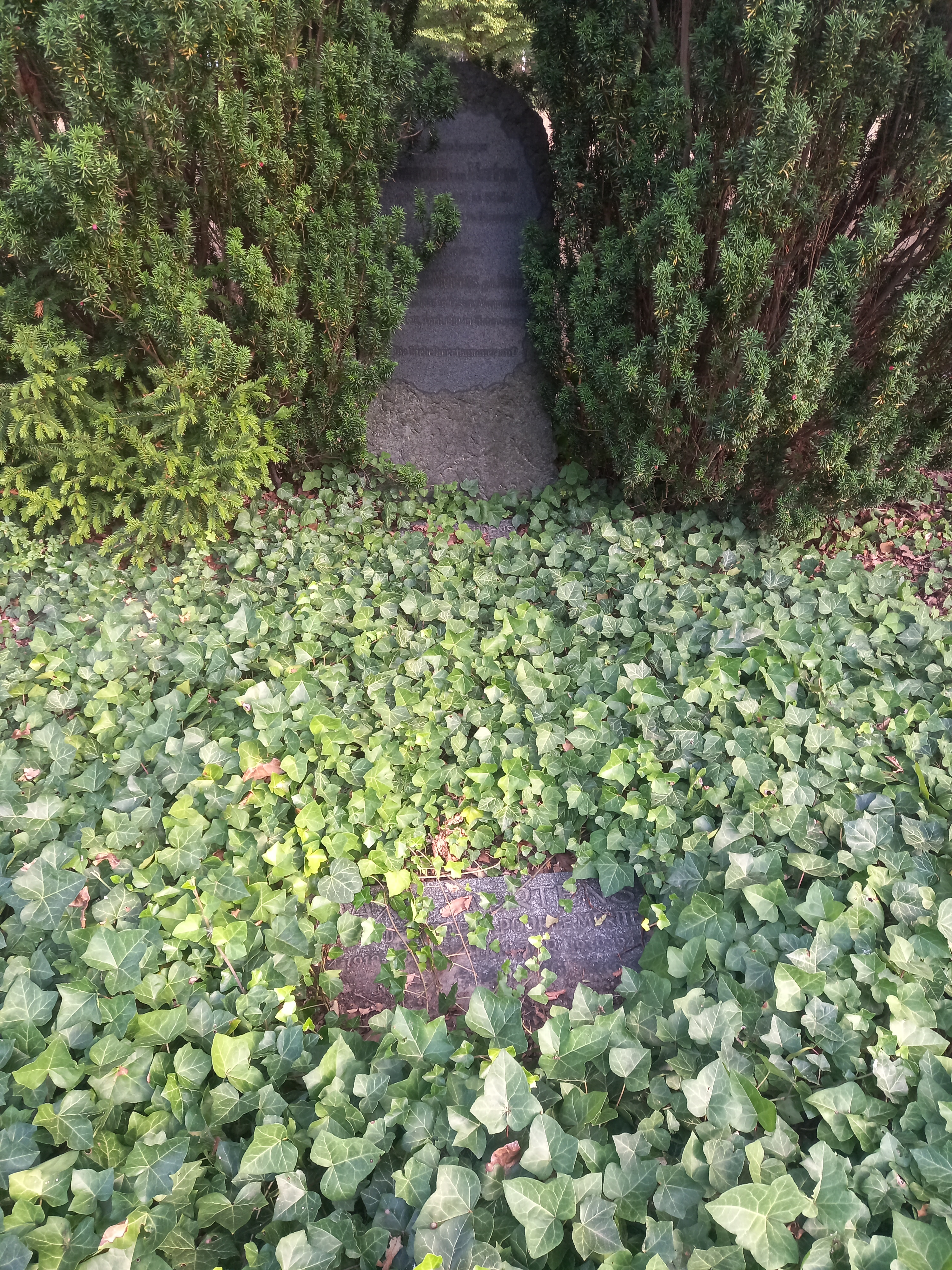
Das Grab von Hermann von Mertens und seiner Ehefrau Berta geborene Reimer im Familiengrab auf dem Stadtfriedhof Stöcken in Hannover

Hermann Julius Mertens, seit 1881 von Mertens, (* 18. September 1832 in Stade; † 10. Februar 1900 in Hannover) war ein preußischer Generalmajor.

## Leben

### Herkunft
Hermann war ein Sohn des hannoverschen Regierungsrates August Mertens (1792–1846) und dessen Ehefrau Marie, geborene Metger (1807–1881).

### Militärkarriere
Nach dem Besuch des Gymnasiums in seiner Heimatstadt sowie der Lyceen in Hannover und Emden trat Mertens am 18. November 1850 als Kanonier in das 4. Artillerie-Regiment der Preußischen Armee ein. Mit der Versetzung in das 20. Infanterie-Regiment wechselte er am 18. Mai 1853 die Waffengattung und avancierte Mitte September des Jahres zum Sekondeleutnant. 1856 verlieh ihm König Georg V. von Hannover die Verdienstmedaille für Rettung aus Gefahr. Von Oktober 1857 bis Juli 1858 war er als Lehrer zur Zentralturnanstalt kommandiert und Mitte März 1859 folgte seine Versetzung in das 2. Jäger-Bataillon nach Greifswald. Im März 1860 kommandierte man ihn zur Prüfung einer Instruktion über Gymnastik und Bajonettfechten zum Kriegsministerium nach Berlin. Mitte August 1860 stieg Mertens zum Premierleutnant auf und war ab Oktober 1864 auf ein Jahr zur Dienstleistung beim Grenadier-Regiment „König Friedrich Wilhelm IV.“ (1. Pommersches) Nr. 2 kommandiert. Unter Beförderung zum Hauptmann schloss sich am 9. Mai 1865 eine Verwendung als Chef der 2. Kompanie im Magdeburgischen Jäger-Bataillon Nr. 4 an. Mertens führte diese Kompanie 1866 im Krieg gegen Österreich bei Liebenau, Podol und Münchengrätz. In der Schlacht bei Königgrätz wurde er durch eine Kugel in das Bein schwer verwundet und für sein Verhalten mit dem Kronen-Orden IV. Klasse mit Schwertern ausgezeichnet.
Nach seiner Gesundung führte Mertens seine Kompanie auch zu Beginn des Krieges gegen Frankreich bei Toul. Er wurde am 21. August 1870 für die Dauer der Mobilmachung dem Rheinischen Jäger-Bataillon Nr. 8 aggregiert und am 6. September als Kompaniechef in diesen Verband versetzt. Mertens wirkte vor Metz, wurde bei Beaumont leicht verwundet und nahm an den Kämpfen bei Amiens, an der Hallue und bei Saint-Quentin teil.
Ausgezeichnet mit beiden Klassen des Eisernen Kreuzes wurde er nach dem Friedensschluss am 11. März 1873 unter Beförderung zum Major in das 7. Rheinische Infanterie-Regiment Nr. 69 versetzt. Im Herbst 1874 nahm Mertens an der Generalstabsübungsreise beim VIII. Armee-Korps teil und übernahm Mitte März 1876 das in Diedenhofen stationierte II. Bataillon seines Regiments. Ab dem 15. Februar 1879 war er Kommandeur des Ostpreußischen Jäger-Bataillons Nr. 1 in Braunsberg, rückte Mitte Juni 1879 zum Oberstleutnant auf und erhielt aus Anlass der großen Herbstübungen des I. und II. Armee-Korps das Kreuz der Ritter des Königlichen Hausordens von Hohenzollern. Am 30. März 1880 erfolgte seine Versetzung nach Goslar als Kommandeur des Hannoverschen Jäger-Bataillons Nr. 10. In dieser Eigenschaft wurde Mertens am 7. September 1881 in den erblichen preußischen Adelsstand erhoben.
Mit der Beförderung zum Oberst wurde Mertens am 6. Dezember 1883 Kommandeur des 1. Hannoverschen Infanterie-Regiments Nr. 74. Aus Anlass der Thronbesteigung von Kaiser Wilhelm II. erhielt Mertens den Kronen-Orden II. Klasse. Unter Stellung à la suite beauftragte man ihn am 12. Juli 1888 mit der Führung der 39. Infanterie-Brigade und ernannte ihn als Generalmajor am 2. August 1888 zum Kommandeur dieses Großverbandes. In Genehmigung seines Abschiedsgesuches wurde Mertens am 13. August 1889 mit Pension zur Disposition gestellt und Wilhelm II. verlieh ihm in Würdigung seiner Verdienste den Roten Adlerorden II. Klasse mit Eichenlaub.

### Familie
Aus seiner am 2. November 1861 in Greifswald geschlossenen Ehe mit Berta Reimer (* 1837) gingen folgende Kinder hervor:
- Marie (* 1862)
- Ludwig (1864–1945), preußischer Generalmajor ⚭ 1897 Erika Boege (* 1878)
- Wilhelm (1866–1914), preußischer Major 1903 Elisabeth Stolte (* 1878)
- Olga (* 1869) ⚭ 1894 Eberhard von Kurowski (1854–1926), preußischer General der Infanterie
- Viktoria (1871–1873)
- Henriette (* 1874) ⚭ 1893 Egon von Nostitz (* 1866), preußischer Oberst
- Max (1877–1963), deutscher Generalmajor
- Anna (* 1878)